# Luigi Arzuffi
Luigi Arzuffi (Bérgamo, Italia, 2 de agosto de 1931 – Bérgamo, 12 de fevereiro de 1995) foi um pintor e escultor italiano.

## Biografia
Nasceu em 1931. O pai, Pasquale Arzuffi, era pintor. Desde criança demonstrou um talento natural pelas artes plásticas. Em 1947 matriculou-se na Accademia Carrara de Bérgamo e colaborou com seu pai Pasquale, pintor, em muitas obras na região de Bérgamo.
Depois de ter-se casado, abriu sua oficina e se dedicou principalmente ao trabalho de afrescos em edifícios religiosos. Ele criou, entre outros, a Virgem Maria entronizada na igreja de San Lorenzo em Bérgamo e a Via Crucis em Comenduno di Albino. Ele também atuou em outros lugares e criou afrescos nas igrejas de Rezzoaglio, Salsominore em Piacenza, o Cristo Coroado na igreja paroquial de Vigliano d'Asti, Rimini (O sonho de Jacó na igreja da Madonna della Scala), Desenzano del Garda (igreja do hospital), Casaletto, Guardamiglio, Fombio, a cúpula da igreja de Albiate e a igreja paroquial de Caselle Landi. Cuidou também da restauração da capela do aeroporto de Bérgamo e da igreja paroquial de Lainate.; 

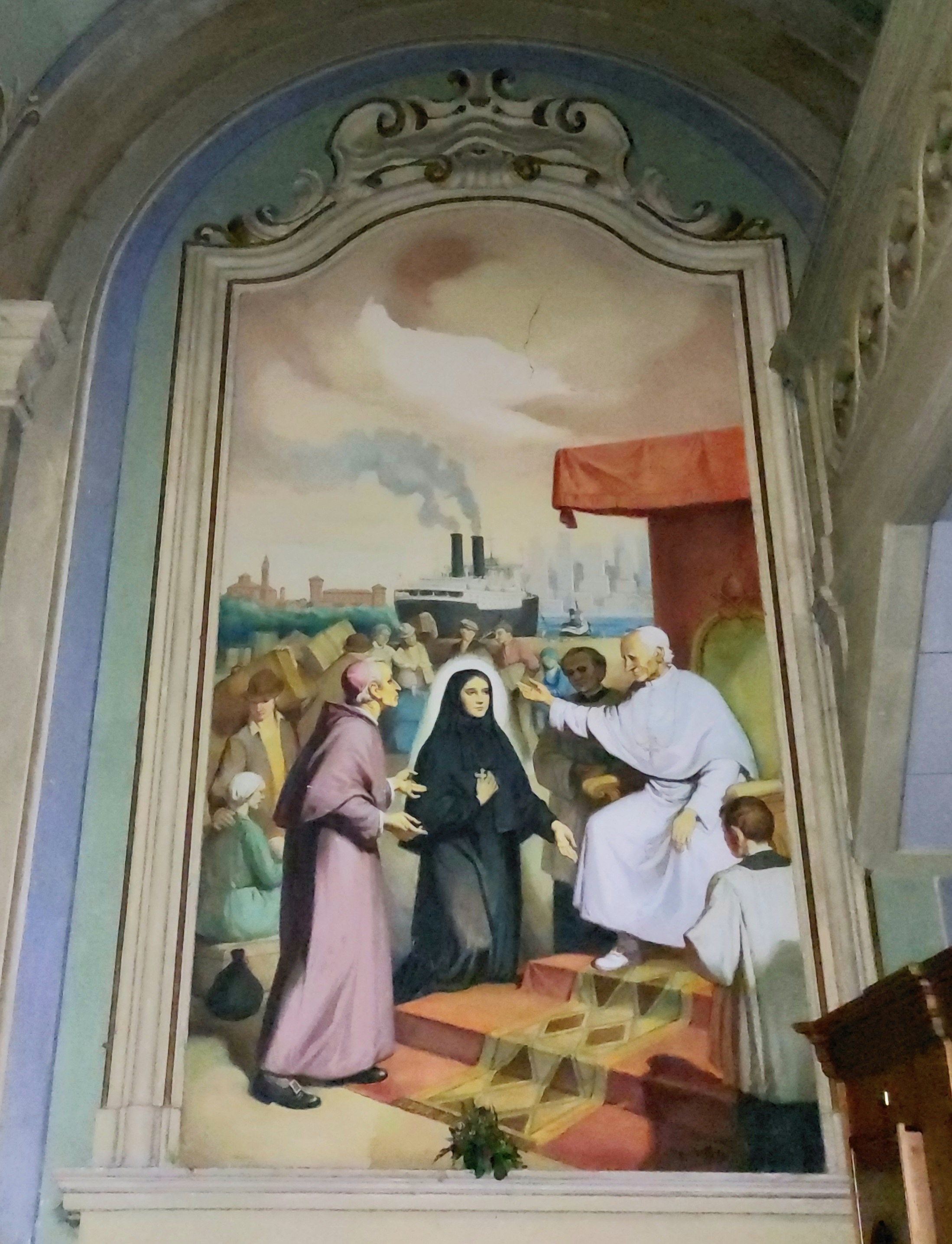
O afresco de Arzuffi representando madre Cabrini, 1984, igreja paroquial de Caselle Landi.

Arzuffi faleceu em 1995 em Bérgamo. A tradição artística da família Arzuffi continua com o filho de Luigi, Marcello.

## Madre Cabrini
Na igreja paroquial de Caselle Landi, Italia, entrando a direita, tem um afresco de Arzuffi representando irmã Cabrini, que, acompanhada pelo bispo de Piacenza dom Scalabrini, recebe do papa Leão XIII o cargo de missionária nos Estados Unidos. Este trabalho è de 1984 e foi comisionado pelo então pàroco.